# Waterspuwers (Amersfoort)
De Waterspuwers vormen een serie beeldhouwwerken in de Nederlandse stad Amersfoort.
De waterspuwers werden ontworpen en uitgevoerd door de Amersfoortse beeldhouwer Ton Mooy. De figuren werden grotendeels gehouwen uit blauwe hardsteen en Naamse steen, één werd uitgevoerd in brons. De oorspronkelijke serie werd in 2002 aangebracht in de kademuren langs de grachten Langegracht, Kortegracht en Spui in Amersfoort. Het is een vorm van toegepaste kunst; de waterspuwers zijn niet slechts decoratief, ze zorgen voor het afvoer van regenwater. Bij een aantal van de stenen is de afvoerpijp duidelijk te zien.
Het idee van deze kadeversiering was afkomstig van toenmalig hoofd van de Dienst Monumenten van de gemeente Amersfoort, Cor van den Braber. Geïnspireerd door de lantaarnconsoles in de stad Utrecht, wilde hij ook graag in Amersfoort langs de grachten beeldhouwwerken gerealiseerd zien, liefst door de Amersfoorter Mooy.
De afgebeelde figuren zijn niet willekeurig gekozen, ze vertellen het verhaal van de panden die aan de grachten staan. Zo maakte Mooy bij het geboortehuis van Piet Mondriaan een kind in een kinderwagen dat naar de vierkante wielen van de wagen kijkt. De beiaardier verwijst naar de beiaardschool aan het Grote Spui en de po-legende dienster verwijst naar het nabijgelegen Sint Pieters en Blocklandts gasthuis.
Nieuwe stenen
In 2011 werden er nog twee nieuwe waterspuwers bijgeplaatst na de renovatie van de kademuren van de Westsingel: een waterspuwer met Margriet Gijsen, de vindster van het Mariabeeldje in de Amersfoortse stadsgracht, en een waterspuwer van het beeldje Maria met kind. In 2019 werden er in de kademuur van de Westsingel nog twee steen geplaatst, één ter gelegenheid van de heropening van Museum Flehite en één ter herinnering aan schilder Henk Rooimans, tegenover diens voormalige woning.

## Fotogalerij

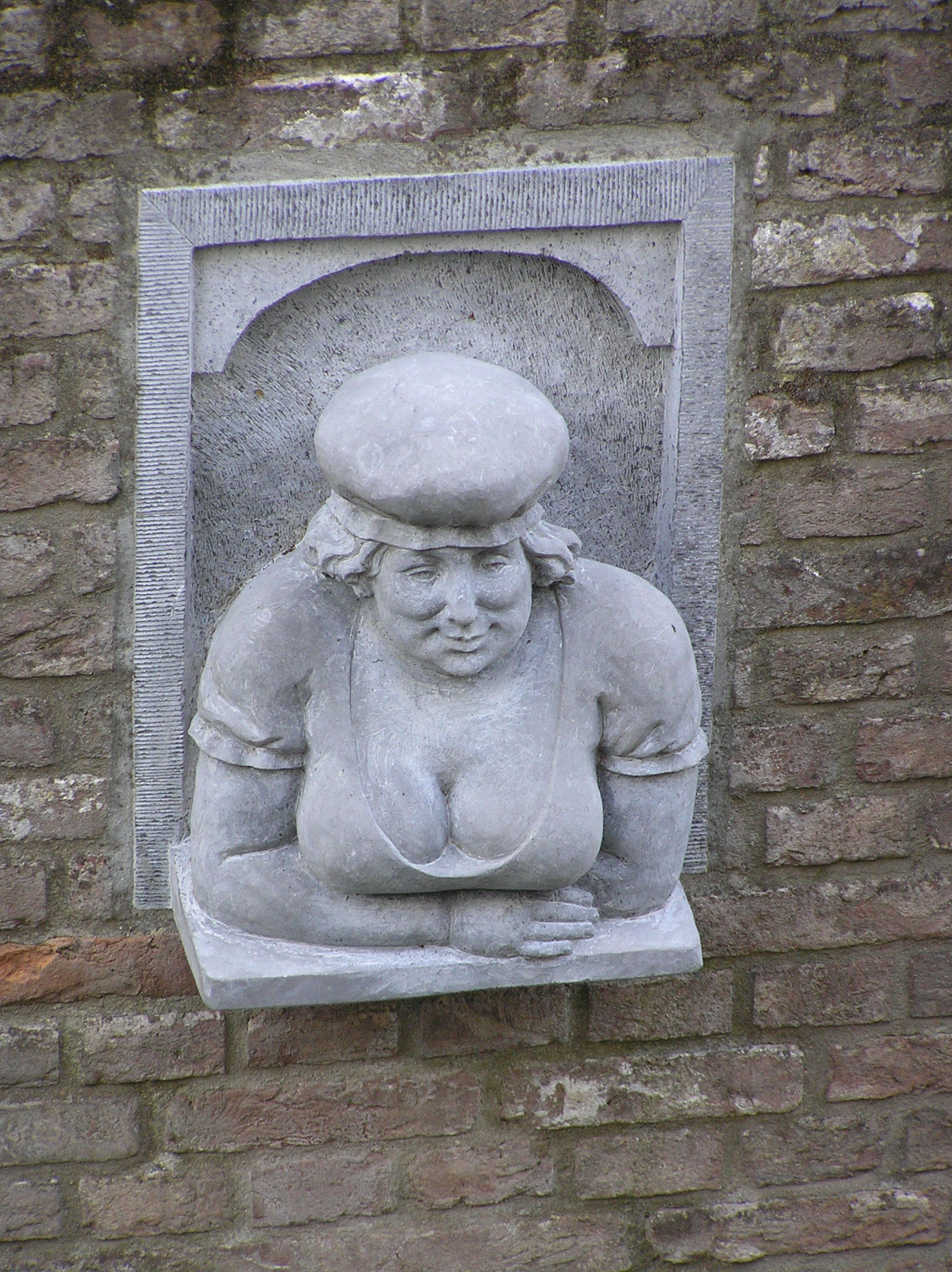
'Boterdame' bij Boterkelder (Langegracht 26)
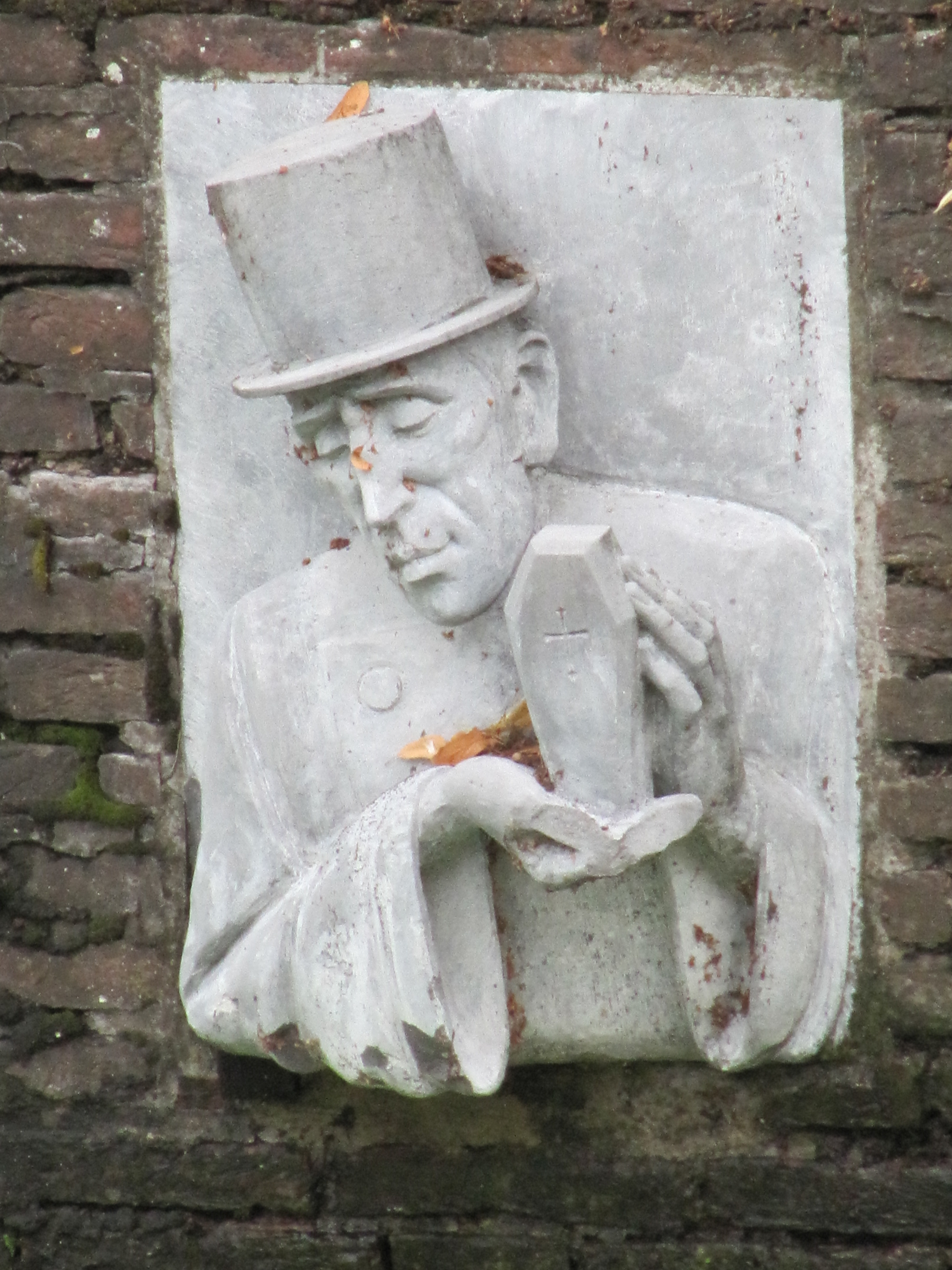
begrafenisondernemer (Langegracht)
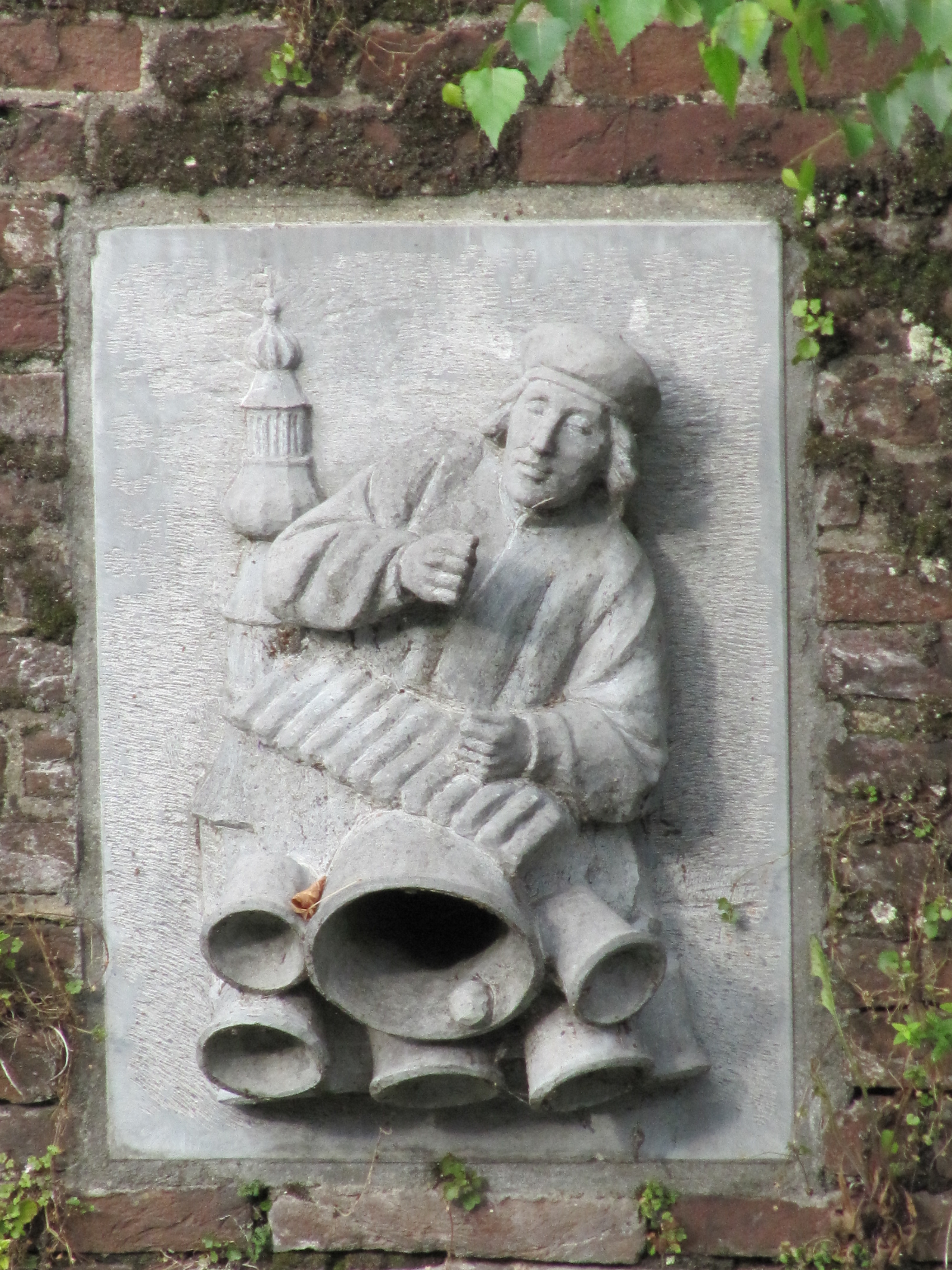
beiaardier (Spui)
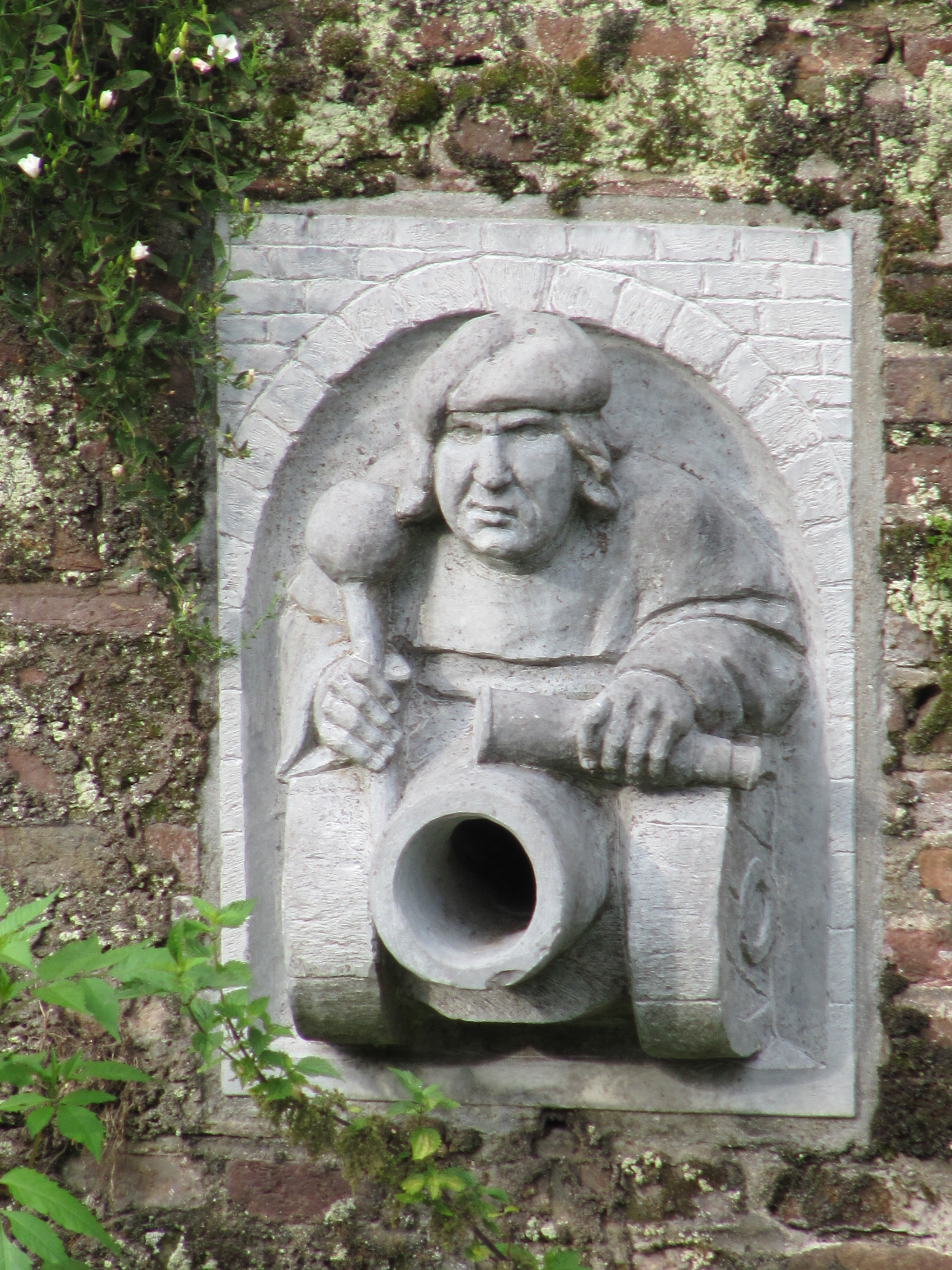
kanonnier (Spui)
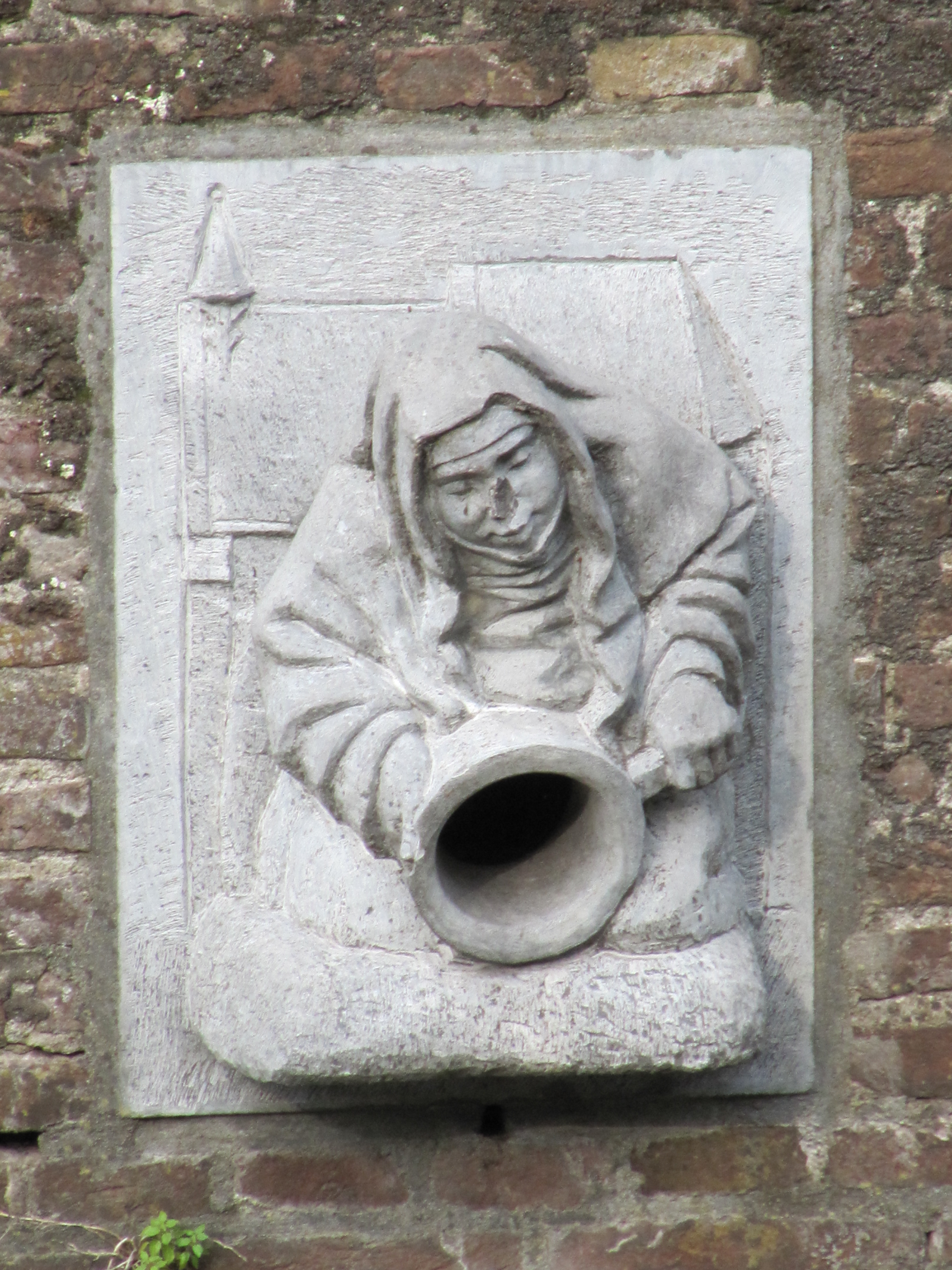
gasthuis-dienster (Spui)
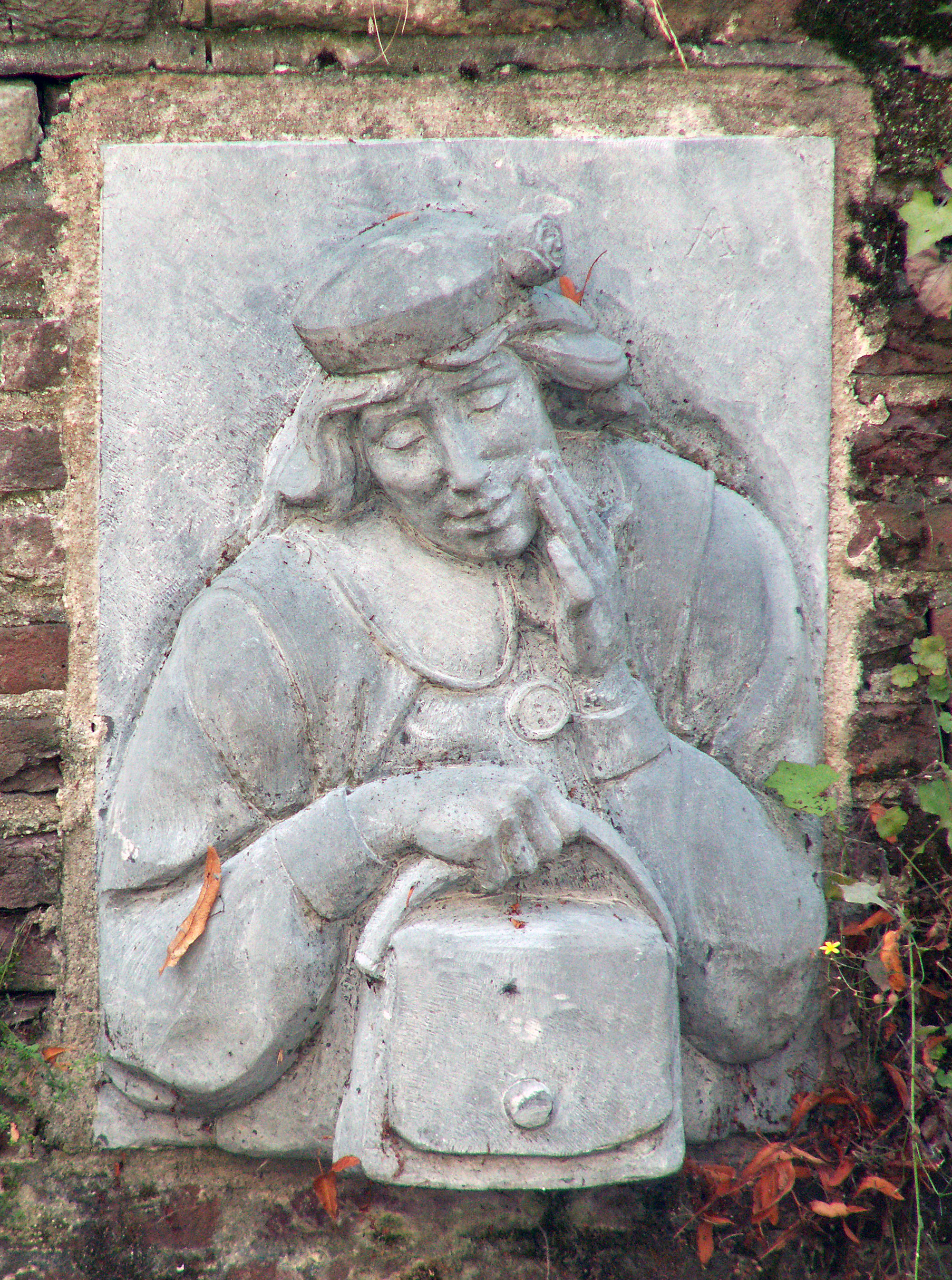
het Jufferengat (bij Kortegracht 21)
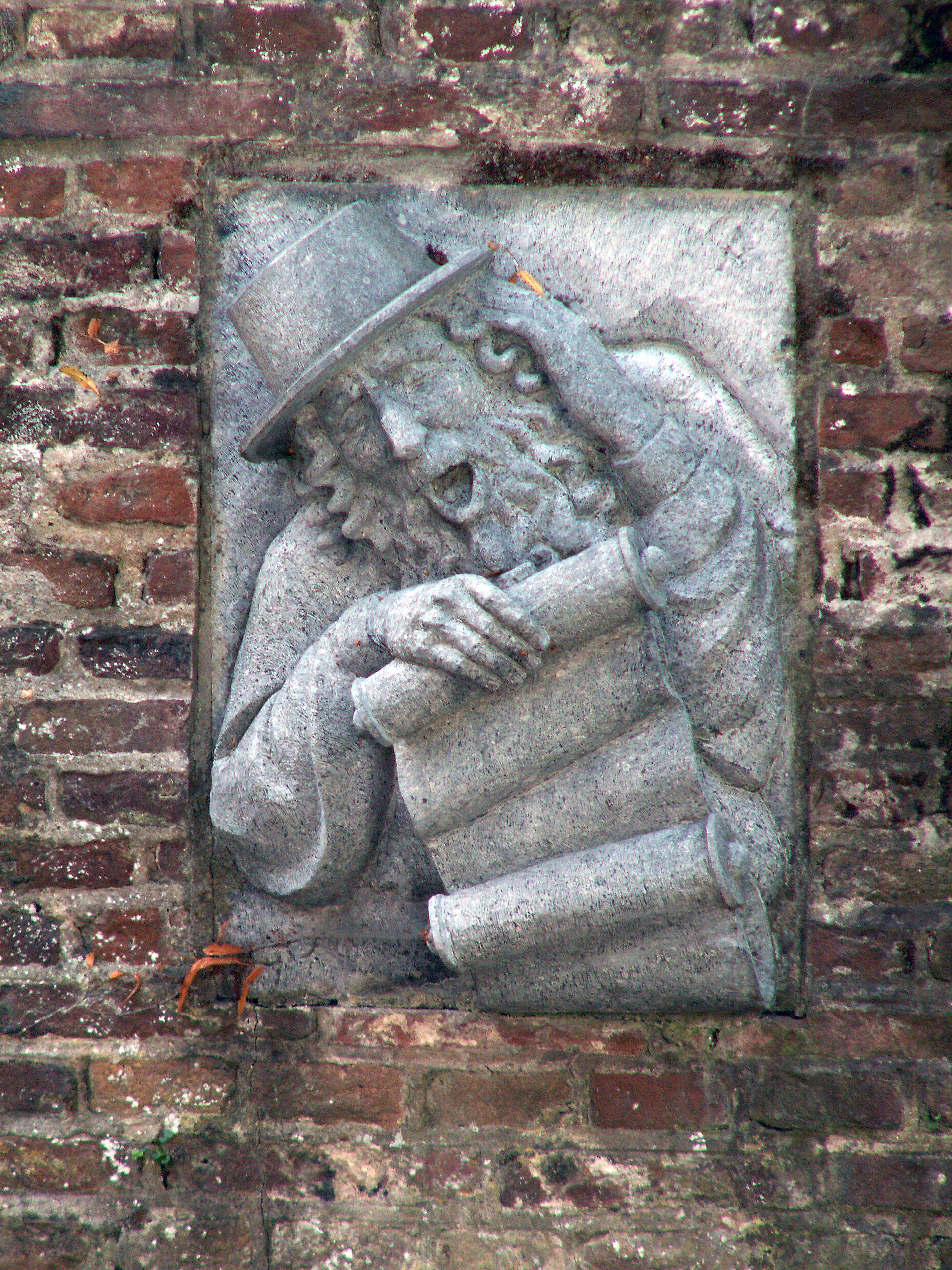
rabbijn bij de synagoge (Kortegracht)
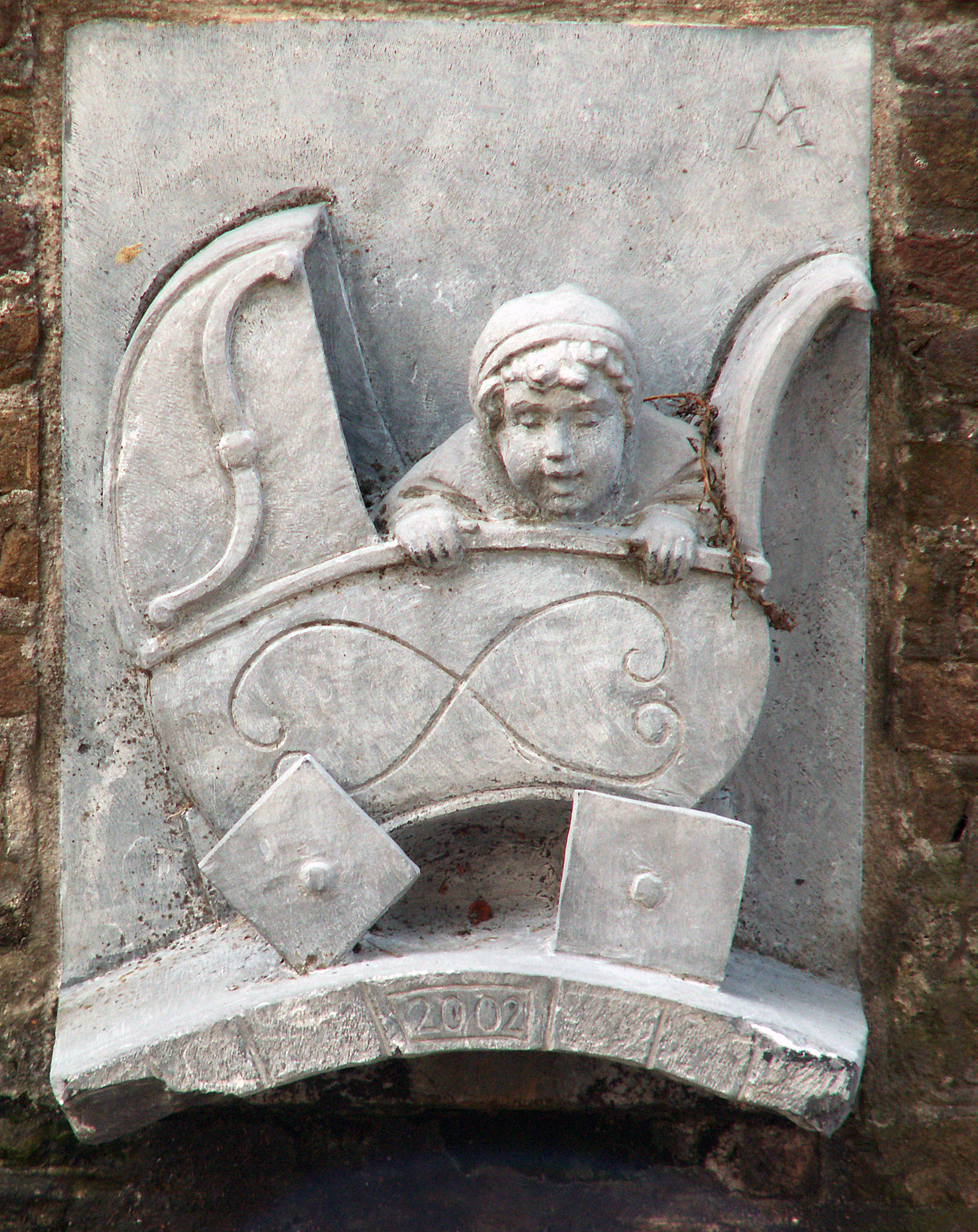
kinderwagen bij geboortehuis Piet Mondriaan (Kortegracht)
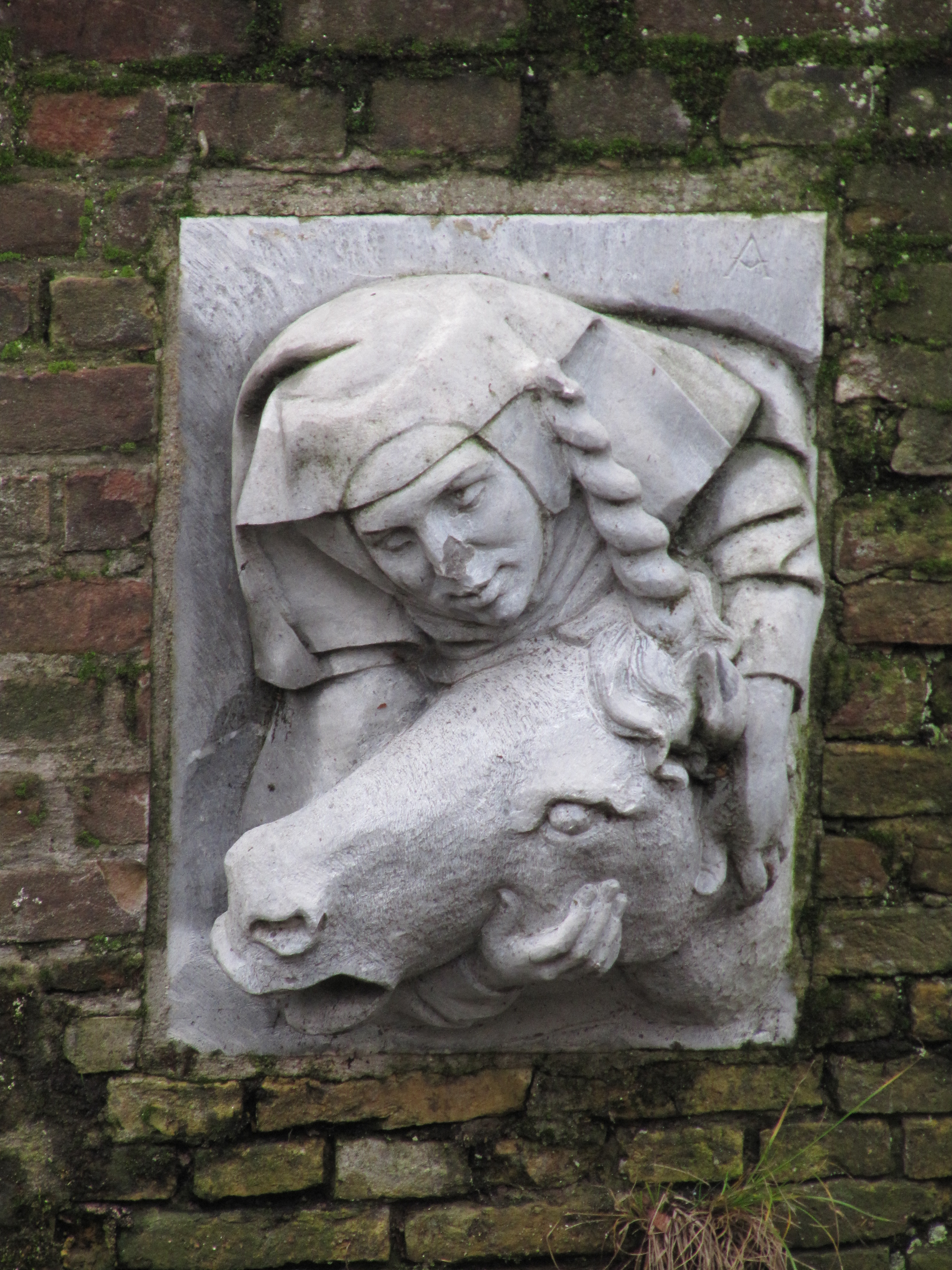
De Eenhoorn (Langegracht)
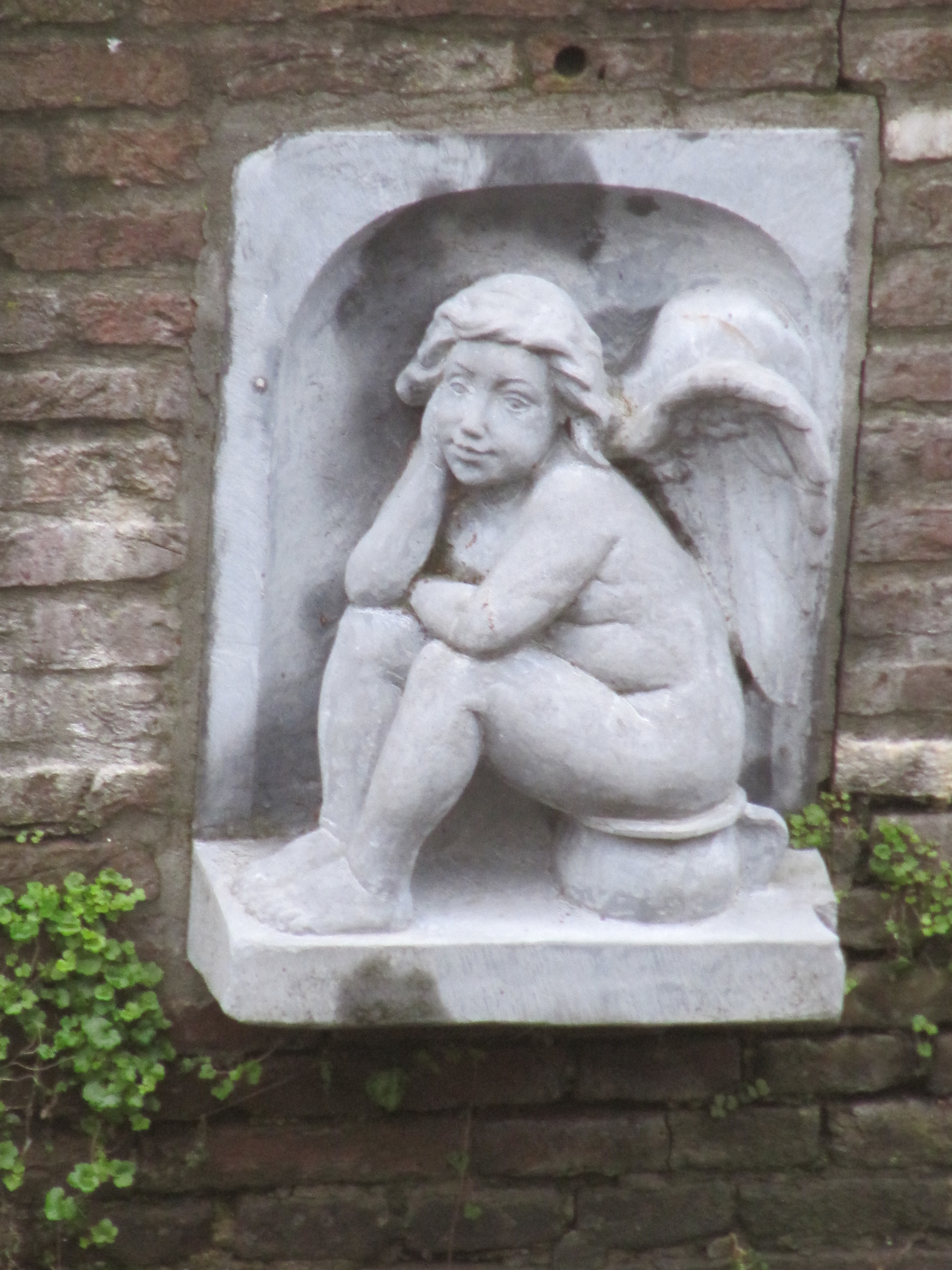
Engeltje op de pot (Langegracht)
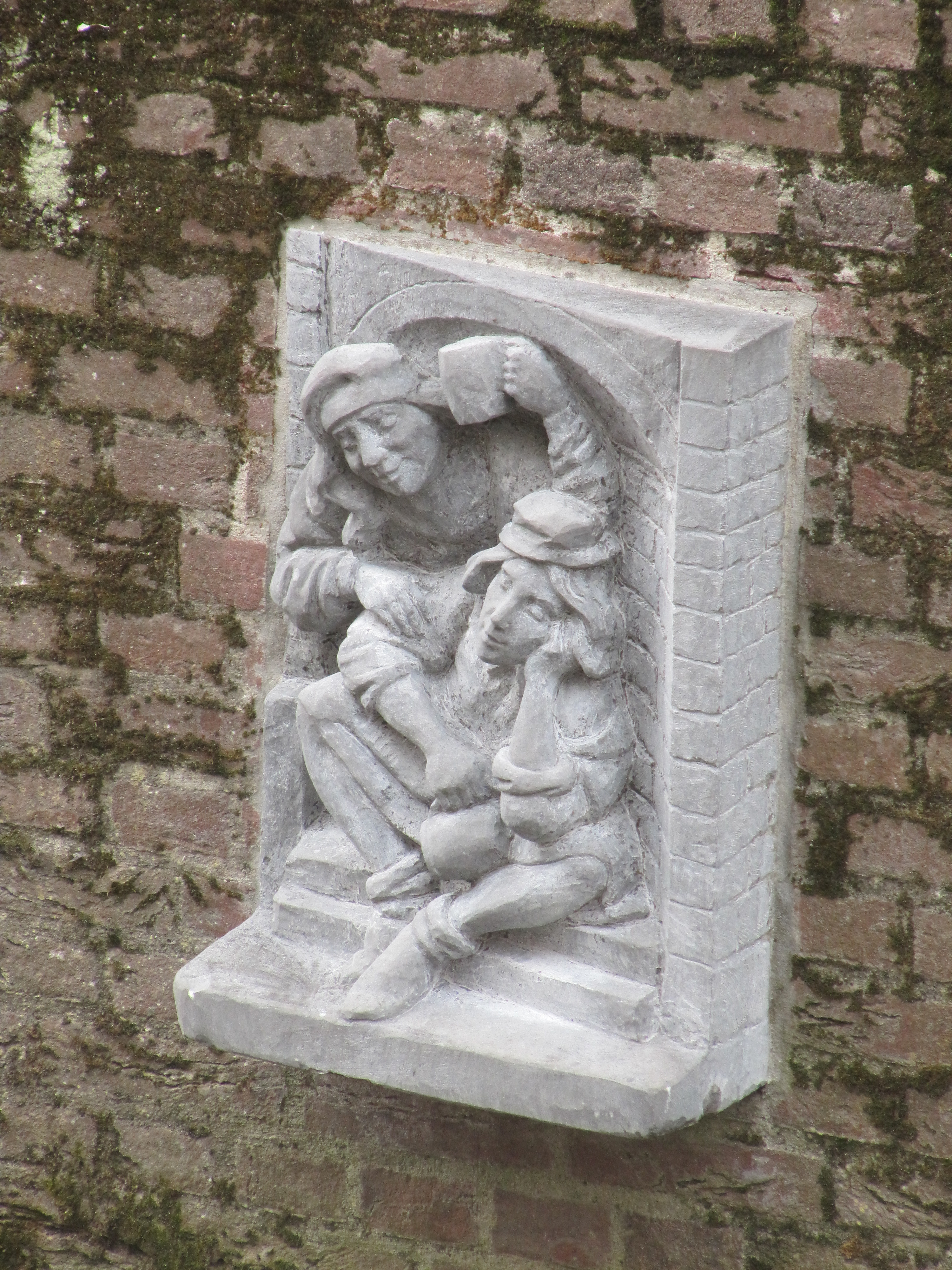
(Langegracht)
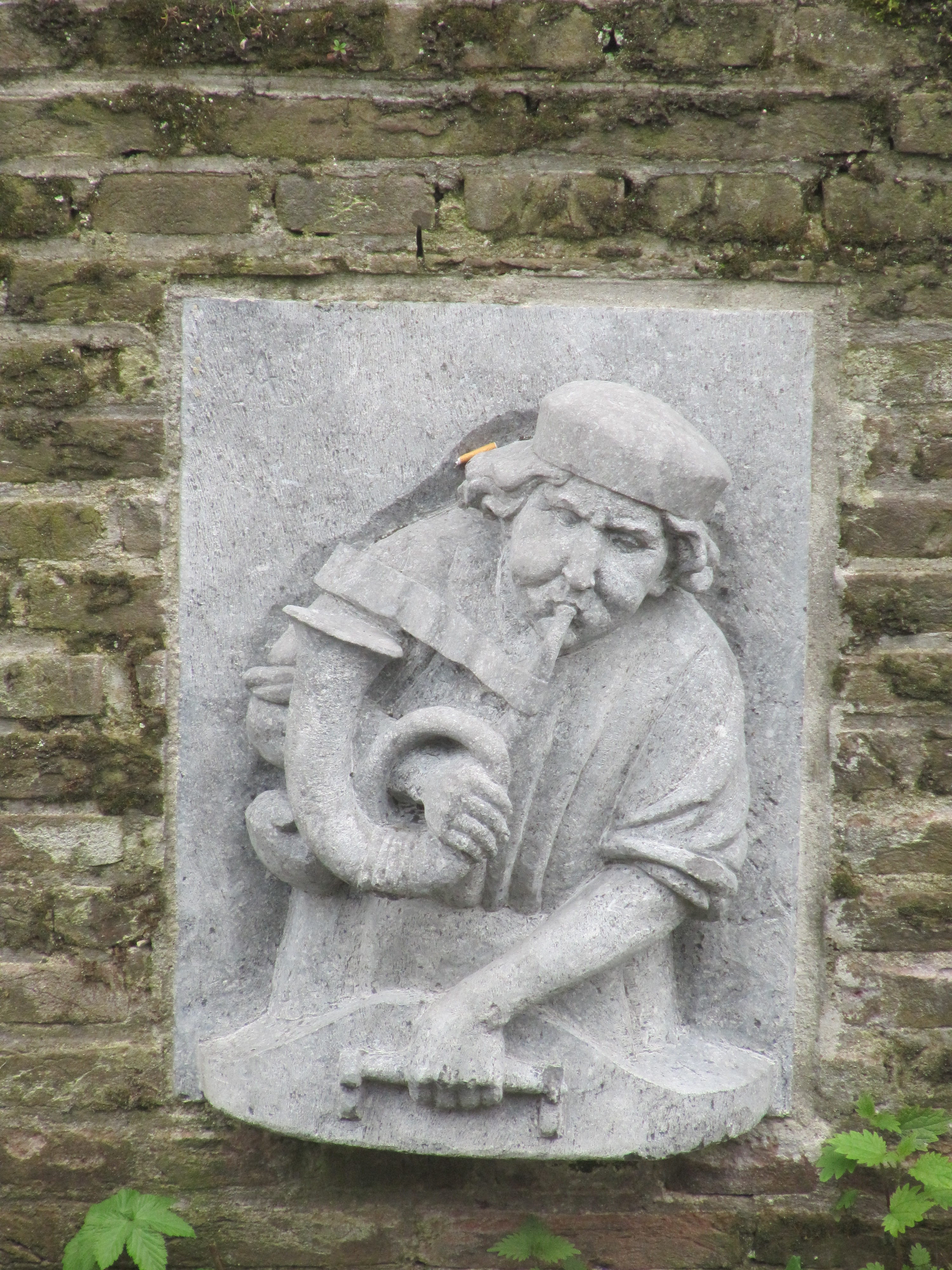
Postiljon (Langegracht)
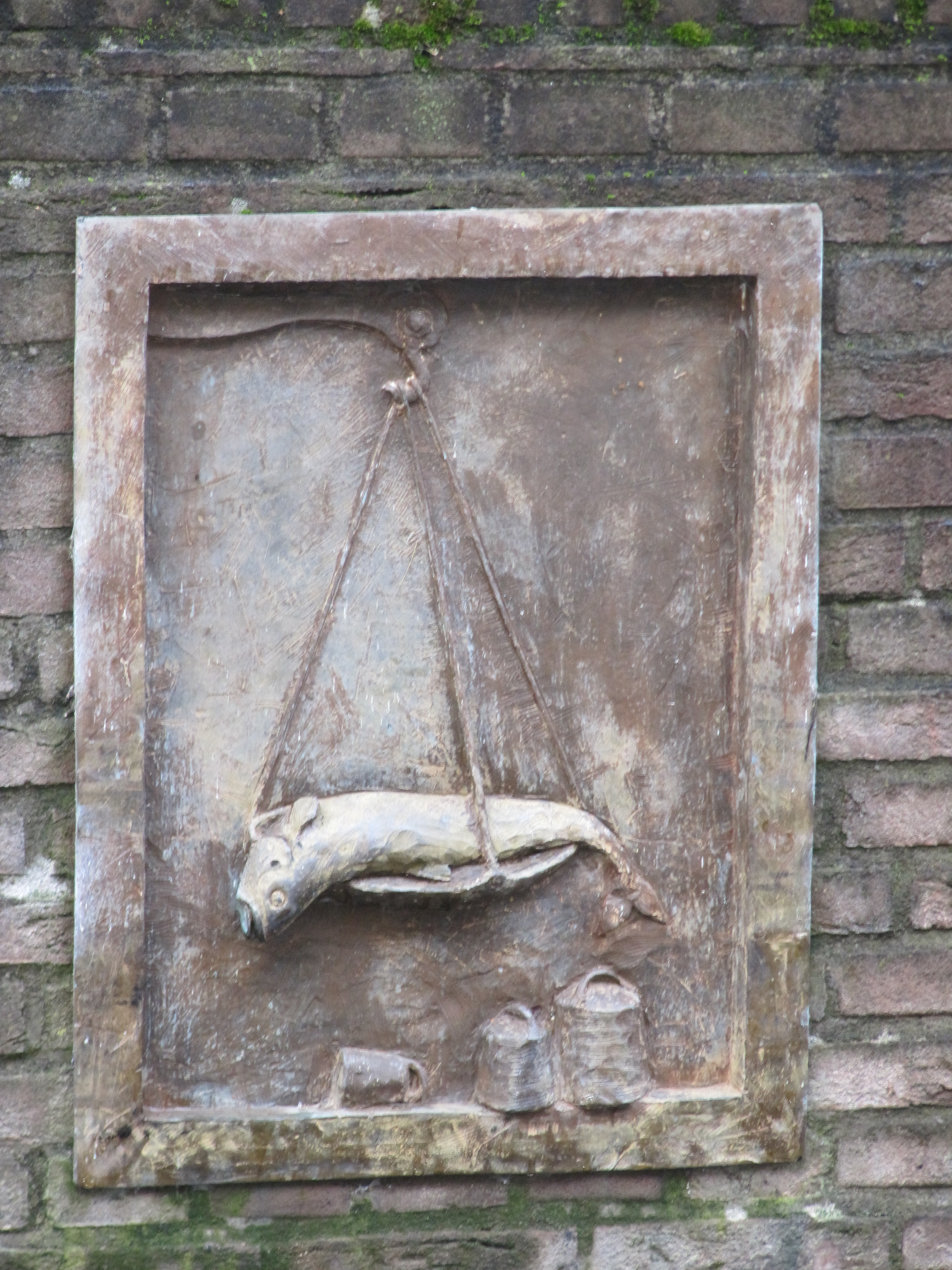
vismarkt (Langegracht)
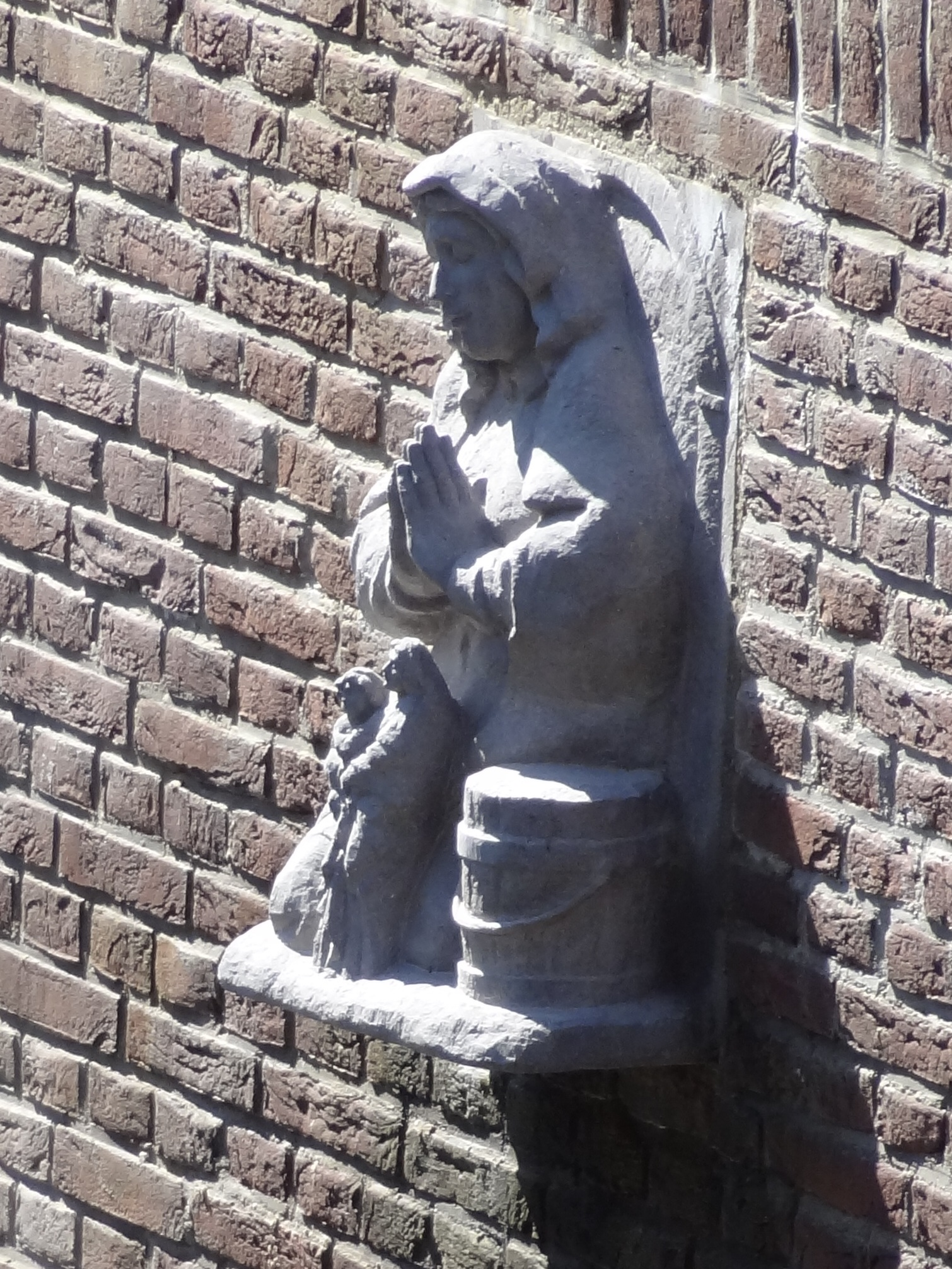
Margriet Gijsen (Westsingel)
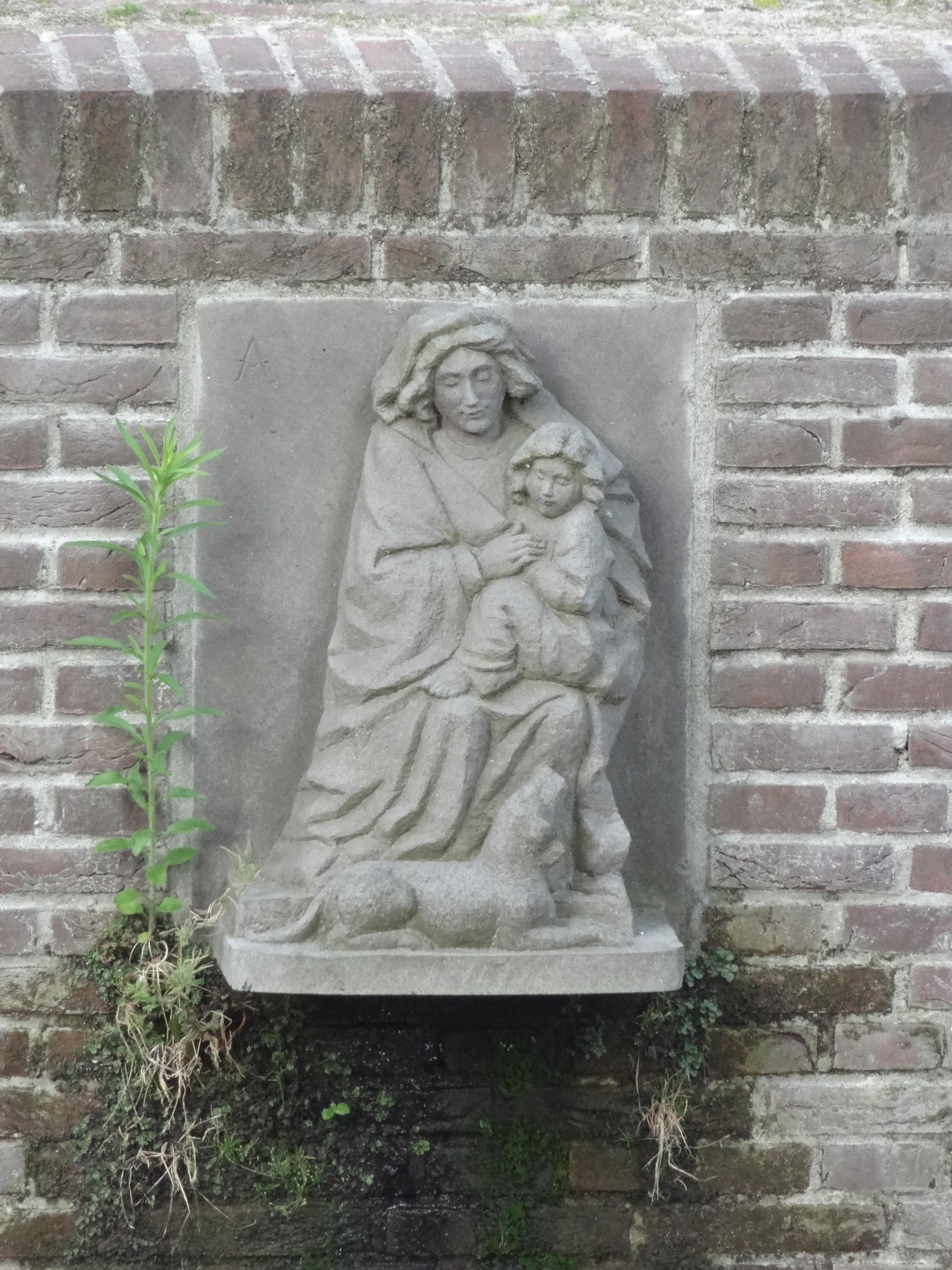
Mariabeeld (Westsingel)
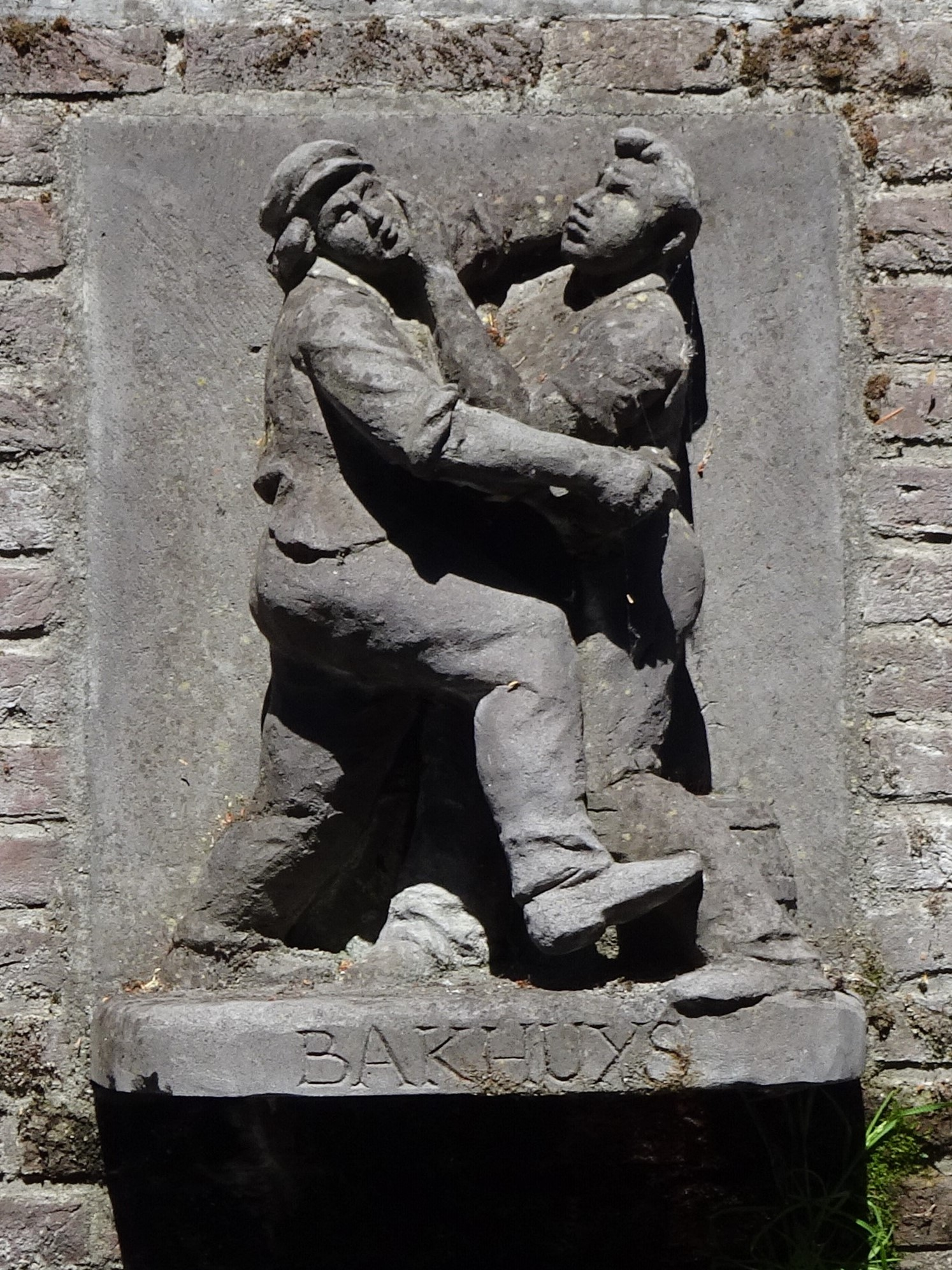
Bakhuys (Weverssingel)
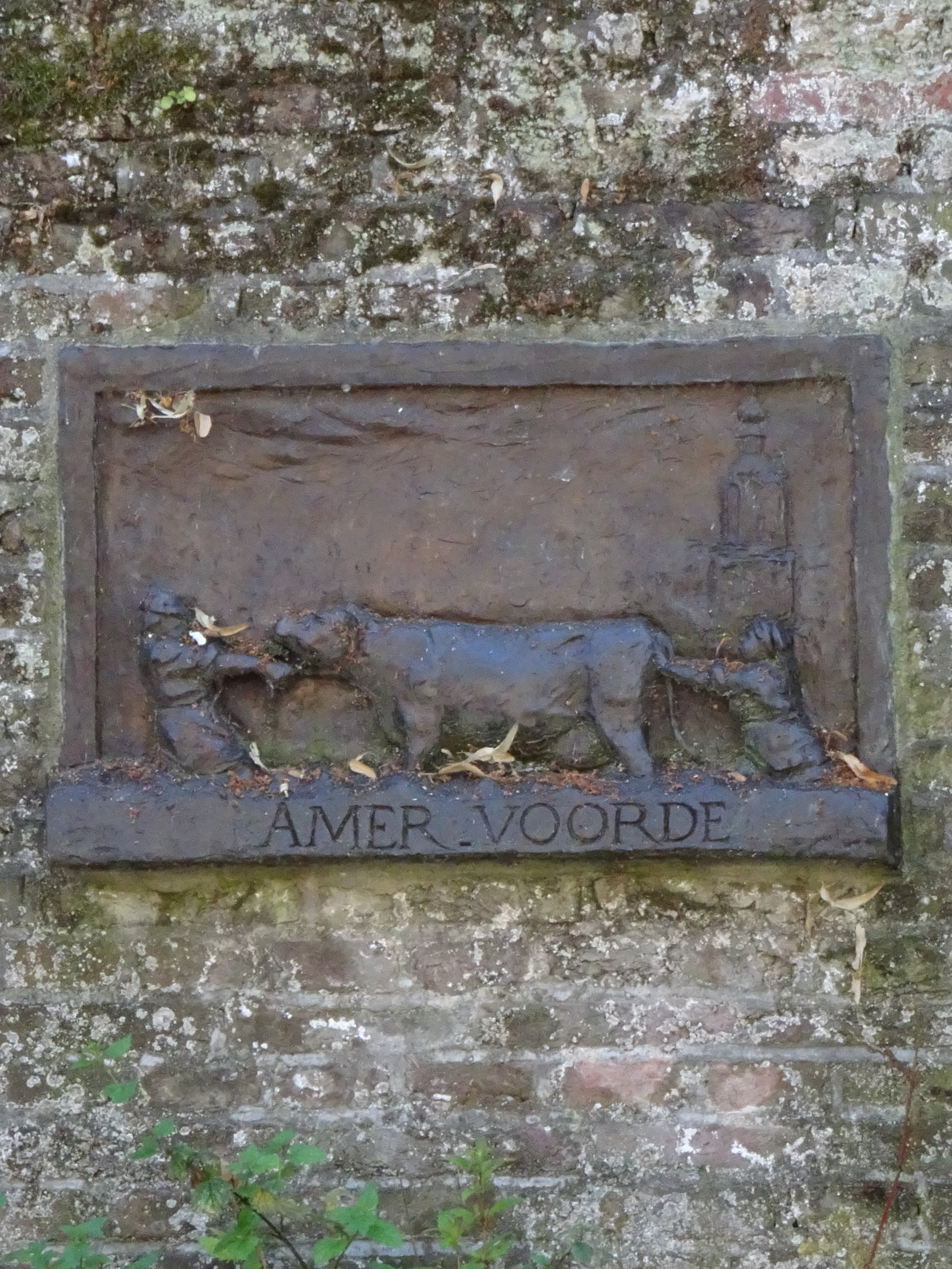
Amer Voorde (Havik)
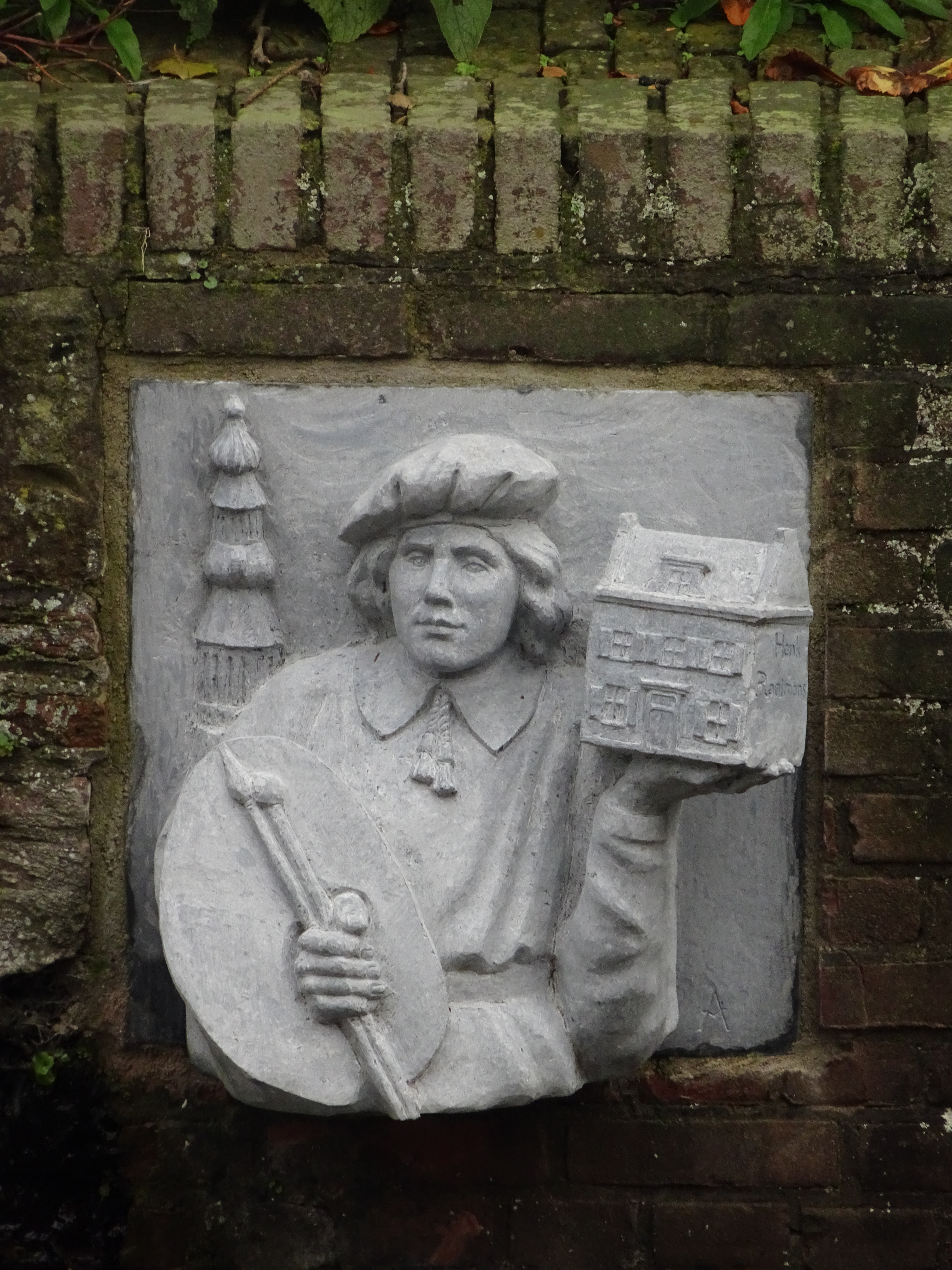
de Amersfoortse architect en schilder Henk Rooimans (Westsingel)
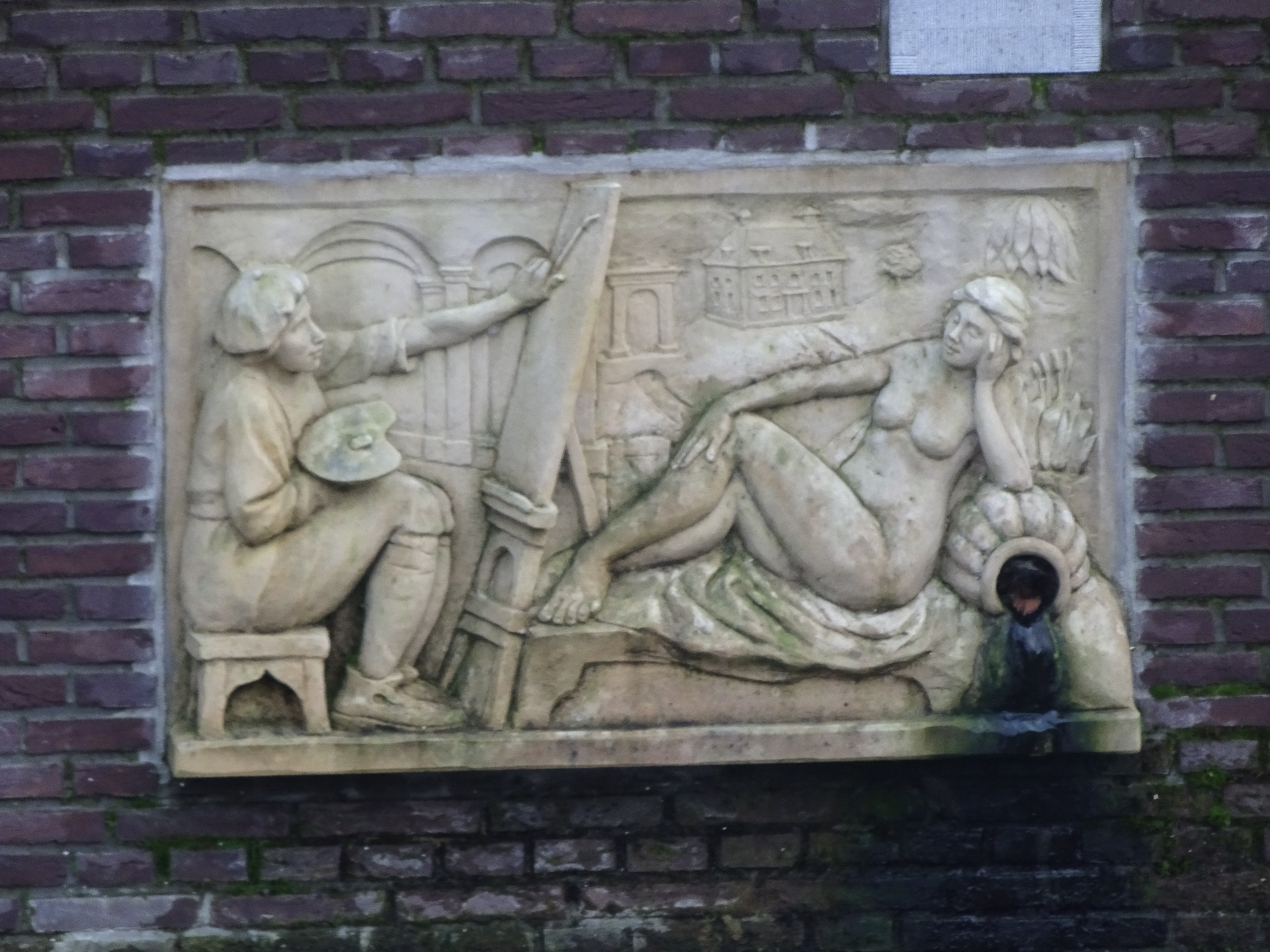
Schilder en watergodin bij Museum Flehite (Westsingel)